# Нижний Роман
Нижний Роман — упразднённая деревня на территории Уватского района Тюменской области России. Входила в состав Тугаловского сельсовета, ныне территория Тугаловского сельского поселения.

## Название
Деревня названа по имени остяцкого князца Романа. Добавление определения Нижний связано с появлением выселка выше по течению Иртыша, ныне деревни Верхний Роман.
Имело исторические варианты: Нижне-Романовское, Романовское, Романова.

## География
Урочище находится в северной части Тюменской области, в пределах юго-восточной части Западно-Сибирской равнины, на правобережье Иртыша, при впадении притока реки Чандышева.

### Климат
Климат характеризуется как континентальный, с длительной (около 5 месяцев) морозной зимой и тёплым достаточно продолжительным (3 — 3,5 месяца) летом. Средняя многолетняя температура самого холодного месяца (января) составляет −21 — −19 °C, температура самого тёплого (июля) — около 17 °C. Безморозный период длится в течение 110—120 дней. Средняя продолжительность периода с температурой выше 10 °C составляет 92—110 дней, а период с температурой выше плюс 15 °C — 60—70 дней.

## История
Деревня известна с 1740 года из сообщения академика Г. Ф. Миллера. Он описал напротив её, на восточной стороне реки Иртыша, остатки инородческого городка и укреплений.
С построением в 1752 году православной церкви и учреждением прихода Романовой был присвоен статус села. Почтовая станция на тракте Тобольск — Березов.
К началу 1890-х годов село входило в состав Филинской волости Тобольского округа.
В 1912 году в селе имелись сельское училище (открыто не позднее 1900 года), три постоялых двора, две торговых лавки, ветряная мельница, две кузницы, базар.
В 1920 году село административно относилось к Тугаловской волости Тобольского уезда.
В 1923 году был образован Романовский сельсовет, вошедший в состав Демьянского района Тобольского округа Уральской области. Вероятно, тогда же село было переименовано в Нижне-Романовское.
С 1925 года — в составе Уватского района. К концу 1920-х годов в селе располагались сельсовет, школа I ступени, потребительское общество. Нижне-Романовское было местом ссылки для многих пострадавших от советской власти.
Как деревня Нижний Роман Тугаловского сельсовета Уватского района упоминается в списке населенных пунктов Тюменской области 1957 года. Населенный пункт Нижнее Романово отмечен на топографической карте Генштаба СССР 1:1000000 издания 1972 г.
Как нежилой населенный пункт Нижний Роман отмечен на картах в 1980 году, в 2000 году.

## Население
- 1869 — 50 дворов, 376 человек
- 1893 — 41 двор, 238 человек
- 1900 — 46 дворов, 200 человек
- 1912 — 44 хозяйства, 244 человека
- 1926 — 42 хозяйства, 217 человек

## Религия
В 1752 году в селе был построен храм во имя первоверховных апостолов Петра и Павла и, по благословению митрополита Сильвестра (Гловацкого), открыт самостоятельный приход. Приход находился в ведении Тобольской кафедры.
В 1915—1929 годах настоятелем прихода был священномученик Алексий Кротенков.

### Храмы
- Петра и Павла (недейств.)
- Часовня (недейств.)

## Инфраструктура
В 1931-1932  годах в  в д. Нижний - Роман создан колхоз им.Фрунзе.
В годы войны действовал рыбозавод. 